# Physionomiste
Un physionomiste, ou contrôleur des entrées est une personne dont le métier est de filtrer l'entrée à des lieux privés, notamment des casinos, en se basant sur sa capacité à reconnaître des visages,. Ce don tient au développement de certaines cellules du cerveau situées dans l'hémisphère droit.
Ce métier est nécessaire afin de repérer les fraudeurs mais aussi les personnes interdites de jeu.
En France, l'article 58 d'un arrêté du 25 janvier 1999 édicte qu'Un contrôle permanent est exercé à l'entrée des salles de jeux par un physionomiste qui peut être un employé du secrétariat.